# Pseudocreobotra amarae
Pseudocreobotra amarae är en bönsyrseart som beskrevs av Rehn 1901. Pseudocreobotra amarae ingår i släktet Pseudocreobotra och familjen Hymenopodidae. Inga underarter finns listade i Catalogue of Life.